# Волфганг Дзиони
Волфганг Дзиони е германски барабанист, роден през 1948 година в Елце, Долна Саксония, Западна Германия, той е един от създателите на германската рок група Скорпиънс, с които издава първият албум на групата Lonesome Crow през 1972 година.

## Издания с негово участие
- Lonesome Crow (1972)
- History of German Rock 1972 – 1976 (1976)
- Psychedelic Gems 2
- Best (1999)
- The Last Hard Men (2001)
- Krautrock (2005)
- Gold (2006)
- Krautrock Vol. 2 (2007)
- The Flames still burns – song on Ballroom Hamburg – A Decade of Rock компиалция (2010)